# Cúp quốc gia Scotland 1967–68
Cúp quốc gia Scotland 1967–68 là mùa giải thứ 83 của giải đấu bóng đá loại trực tiếp uy tín nhất Scotland. Chức vô địch thuộc về Dunfermline Athletic khi đánh bại Heart of Midlothian trong trận Chung kết.

## Vòng sơ loại 1
| Đội nhà             | Tỉ số | Đội khách          |
| ------------------- | ----- | ------------------ |
| Dumbarton           | 0 – 0 | Berwick Rangers    |
| Elgin City          | 3 – 1 | Albion Rovers      |
| Fraserburgh         | 1 – 4 | East Stirlingshire |
| Hawick Royal Albert | 4 – 0 | Vale of Leithen    |
| Stranraer           | 2 – 2 | Stenhousemuir      |

### Đấu lại
| Đội nhà         | Tỉ số | Đội khách |
| --------------- | ----- | --------- |
| Berwick Rangers | 2 – 1 | Dumbarton |
| Stenhousemuir   | 5 – 0 | Stranraer |

## Vòng sơ loại 2
| Đội nhà               | Tỉ số | Đội khách           |
| --------------------- | ----- | ------------------- |
| Forfar Athletic       | 3 – 2 | Queen’s Park        |
| Keith                 | 1 – 3 | East Stirlingshire  |
| Berwick Rangers       | 2 – 0 | Nairn County        |
| Brechin City          | 2 – 1 | Montrose            |
| Queen of the South    | 2 – 2 | Clydebank           |
| St Cuthbert Wanderers | 1 – 6 | Hawick Royal Albert |
| Stenhousemuir         | 1 – 3 | Alloa Athletic      |
| Tarff Rovers          | 2 – 3 | Elgin City          |

### Đấu lại
| Đội nhà   | Tỉ số | Đội khách          |
| --------- | ----- | ------------------ |
| Clydebank | 2 – 2 | Queen of the South |

### Đấu lại lần 2
| Đội nhà            | Tỉ số | Đội khách |
| ------------------ | ----- | --------- |
| Queen of the South | 1 – 0 | Clydebank |

## Vòng Một
| Đội nhà            | Tỉ số | Đội khách            |
| ------------------ | ----- | -------------------- |
| Aberdeen           | 1 – 1 | Raith Rovers         |
| Ayr United         | 0 – 2 | Arbroath             |
| Celtic             | 0 – 2 | Dunfermline Athletic |
| Clyde              | 2 – 0 | Berwick Rangers      |
| Cowdenbeath        | 0 – 1 | Dundee               |
| Dundee United      | 3 – 1 | St Mirren            |
| East Fife          | 3 – 0 | Alloa Athletic       |
| East Stirlingshire | 3 – 5 | Hibernian            |
| Elgin City         | 3 – 1 | Forfar Athletic      |
| Hearts             | 4 – 1 | Brechin City         |
| Greenock Morton    | 4 – 0 | Falkirk              |
| Motherwell         | 1 – 1 | Airdrieonians        |
| Partick Thistle    | 0 – 0 | Kilmarnock           |
| Queen of the South | 1 – 1 | Stirling Albion      |
| Rangers            | 3 – 1 | Hamilton Academical  |
| St Johnstone       | 3 – 0 | Hawick Royal Albert  |

### Đấu lại
| Đội nhà         | Tỉ số | Đội khách          |
| --------------- | ----- | ------------------ |
| Airdrieonians   | 1 – 0 | Motherwell         |
| Kilmarnock      | 1 – 2 | Partick Thistle    |
| Raith Rovers    | 0 – 1 | Aberdeen           |
| Stirling Albion | 1 – 3 | Queen of the South |

## Vòng Hai
| Đội nhà              | Tỉ số | Đội khách          |
| -------------------- | ----- | ------------------ |
| Partick Thistle      | 3 – 2 | Clyde              |
| Airdrieonians        | 1 – 0 | Hibernian          |
| Dundee               | 1 – 1 | Rangers            |
| Dundee United        | 5 – 6 | Hearts             |
| Dunfermline Athletic | 2 – 1 | Aberdeen           |
| East Fife            | 0 – 0 | Greenock Morton    |
| Elgin City           | 2 – 0 | Arbroath           |
| St Johnstone         | 5 – 2 | Queen of the South |

### Đấu lại
| Đội nhà         | Tỉ số | Đội khách |
| --------------- | ----- | --------- |
| Rangers         | 4 – 1 | Dundee    |
| Greenock Morton | 5 – 2 | East Fife |

## Tứ kết
| Đội nhà              | Tỉ số | Đội khách       |
| -------------------- | ----- | --------------- |
| Dunfermline Athletic | 1 – 0 | Partick Thistle |
| Greenock Morton      | 2 – 1 | Elgin City      |
| Rangers              | 1 – 1 | Hearts          |
| St Johnstone         | 2 – 1 | Airdrieonians   |

### Đấu lại
| Đội nhà | Tỉ số | Đội khách |
| ------- | ----- | --------- |
| Hearts  | 1 – 0 | Rangers   |

## Bán kết
| Dunfermline Athletic | 1 – 1 | St Johnstone |
| -------------------- | ----- | ------------ |
|                      |       |              |

| Hearts           | 1 – 1 | Greenock Morton |
| ---------------- | ----- | --------------- |
| Roald Jensen 11' |       | Stan Rankin 14' |

### Đấu lại
| Dunfermline Athletic           | 2 – 1 (a.e.t.) | St Johnstone       |
| ------------------------------ | -------------- | ------------------ |
| Bert Paton 72' Ian Lister 118' |                | Alex MacDonald 65' |

| Hearts                                      | 2 – 1 (a.e.t.) | Greenock Morton |
| ------------------------------------------- | -------------- | --------------- |
| George Miller 68' Roald Jensen (ph.đ.) 118' |                | Willie Alan 32' |

## Chung kết
| Dunfermline Athletic               | 3 – 1 | Hearts           |
| ---------------------------------- | ----- | ---------------- |
| Pat Gardner (2) Ian Lister (ph.đ.) |       | John Lunn (o.g.) |